# David Ospina
David Ospina Ramírez (* 31. srpna 1988 Medellín) je kolumbijský profesionální fotbalový brankář, který chytá za saúdskoarabský klub Al-Nassr FC a za kolumbijský národní tým. Účastník Mistrovství světa 2014 v Brazílii a Mistrovství světa 2018 v Rusku.

## Klubová kariéra

### Atlético Nacional
Ospina začínal v profesionálním fotbale v roce 2005 v kolumbijském celku Atlético Nacional, s nímž posbíral několik ligových trofejí.

### OGC Nice
V červenci 2008 odešel do francouzského klubu OGC Nice. V květnu 2014 oznámil, že s Nice neprodlouží smlouvu, která mu končila po sezoně 2013/14 a odejde jako volný hráč.

### Arsenal
V červenci 2014 po MS v Brazílii (kde se velmi dobře uvedl) odešel do anglického klubu Arsenal FC.

### Neapol
Při výhře Neapole nad Venezií (Benátkami) 6. února 2022 vychytal své 100. čisté konto v prostředí evropského fotbalu.

## Reprezentační kariéra
Ospina reprezentoval Kolumbii v mládežnickém výběru U20. Zúčastnil se Mistrovství světa hráčů do 20 let 2005 v Nizozemsku, kde Kolumbie vypadla v osmifinále s Argentinou po porážce 1:2.
V národním A-týmu Kolumbie debutoval v roce 2007, šlo o přátelské utkání s Uruguayí 7. února 2007 (porážka 1:3). Na hřiště šel ve 13. minutě místo vyloučeného Miguela Calera.
Argentinský trenér Kolumbie José Pékerman jej vzal na Mistrovství světa 2014 v Brazílii. Byl na šampionátu brankářskou jednotkou, záda mu kryli náhradníci Faryd Mondragón (43 let, nejstarší účastník MS) a Camilo Vargas (ten neměl ani jeden reprezentační start). Na šampionátu vyhráli Kolumbijci s plým počtem 9 bodů základní skupinu C a v osmifinále vyřadili Uruguay poměrem 2:0. Ve čtvrtfinále proti Brazílii na dalšího jihoamerického soupeře již nestačili a prohráli 1:2. Ospina se na turnaji prezentoval dobrým výkonem, jenž nezůstal bez povšimnutí a po šampionátu si ho koupil londýnský Arsenal.

## Statistiky

### Klubové
aktualizováno k 12. 12. 2014
| Klubové zápasy | Klubové zápasy    | Klubové zápasy      | Liga   | Liga   | Poháry | Poháry | Kontinentální | Kontinentální | Celkem | Celkem |
| Sezóna         | Klub              | Liga                | Starty | Góly   | Starty | Góly   | Starty        | Góly          | Starty | Góly   |
| Kolumbie       | Kolumbie          | Kolumbie            | League | League | Poháry | Poháry | South America | South America | Celkem | Celkem |
| -------------- | ----------------- | ------------------- | ------ | ------ | ------ | ------ | ------------- | ------------- | ------ | ------ |
| 2006           | Atlético Nacional | Categoría Primera A | 34     | 0      | 0      | 0      | 0             | 0             | 34     | 0      |
| 2007           | Atlético Nacional | Categoría Primera A | 47     | 0      | 0      | 0      | 0             | 0             | 47     | 0      |
| 2008           | Atlético Nacional | Categoría Primera A | 16     | 0      | 0      | 0      | 0             | 0             | 16     | 0      |
| Francie        | Francie           | Francie             | Liga   | Liga   | Poháry | Poháry | Kontinentální | Kontinentální | Celkem | Celkem |
| 2008–09        | OGC Nice          | Ligue 1             | 25     | 0      | 0      | 0      | 0             | 0             | 25     | 0      |
| 2009–10        | OGC Nice          | Ligue 1             | 37     | 0      | 0      | 0      | 0             | 0             | 37     | 0      |
| 2010–11        | OGC Nice          | Ligue 1             | 35     | 0      | 1      | 0      | 0             | 0             | 36     | 0      |
| 2011–12        | OGC Nice          | Ligue 1             | 37     | 0      | 1      | 0      | 0             | 0             | 38     | 0      |
| 2012–13        | OGC Nice          | Ligue 1             | 26     | 0      | 2      | 0      | 0             | 0             | 28     | 0      |
| 2013–14        | OGC Nice          | Ligue 1             | 29     | 0      | 1      | 0      | 2             | 0             | 32     | 0      |
| Anglie         | Anglie            | Anglie              | Liga   | Liga   | Poháry | Poháry | Kontinentální | Kontinentální | Celkem | Celkem |
| 2014–15        | Arsenal FC        | Premier League      | 13     | 0      | 2      | 0      | 3             | 0             | 18     | 0      |
| Celkem         | Kolumbie          | Kolumbie            | 97     | 0      | 0      | 0      | 0             | 0             | 97     | 0      |
| Celkem         | Francie           | Francie             | 189    | 0      | 5      | 0      | 2             | 0             | 196    | 0      |
| Celkem         | Anglie            | Anglie              | 13     | 0      | 2      | 0      | 3             | 0             | 18     | 0      |
| Celkem         | Celkem v kariéře  | Celkem v kariéře    | 294    | 0      | 7      | 0      | 5             | 0             | 311    | 0      |